# Athletissima
L'Athletissima è un meeting di atletica leggera che si tiene annualmente allo Stade Olympique de la Pontaise di Losanna, in Svizzera.
Precedentemente era uno dei cinque meeting del circuito IAAF Super Grand Prix, ora è parte del circuito introdotto nel 2010 denominato Diamond League.
La prima edizione di questo evento si è tenuta l'8 luglio 1977 allo Stadio Pierre de Coubertin. Nel 1986 l'evento è stato spostato allo Stade olympique de la Pontaise.

## Record mondiali
Durante il corso della sua storia, diversi record mondiali sono stati migliorati all'Athletissima.
| Anno | Specialità       | Record           | Atleta            | Nazionalità |
| ---- | ---------------- | ---------------- | ----------------- | ----------- |
| 2006 | 110 m ostacoli   | 12"88 (+1,1 m/s) | Liu Xiang         | Cina        |
| 2005 | Salto con l'asta | 4,93 m           | Yelena Isinbayeva | Russia      |
| 1994 | 100 m piani      | 9"85 (+1,2 m/s)  | Leroy Burrell     | Stati Uniti |

## Edizioni

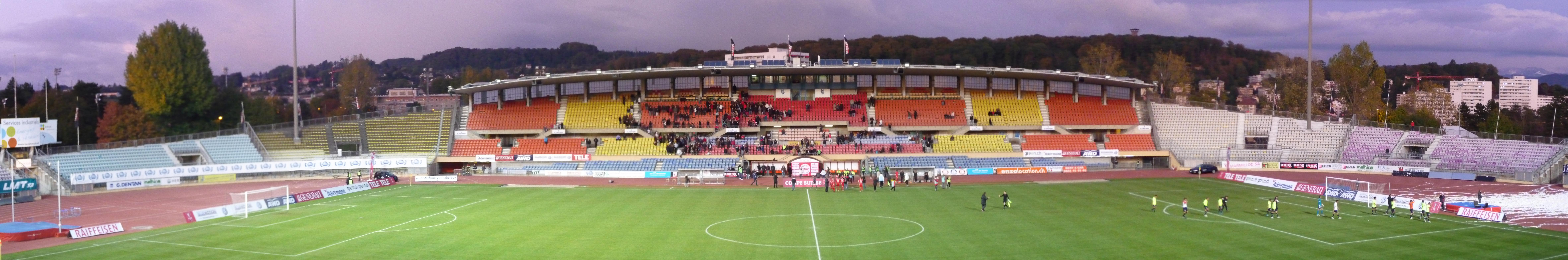
Lo stadio polifunzionale Stade Olympique de la Pontaise di Losanna, teatro dell'Athletissima

Di seguito la tabella delle ultime edizioni del meeting.
| Anno | Edizione | Circuito                       | Dettagli          |
| ---- | -------- | ------------------------------ | ----------------- |
| 2007 | XXXII    | IAAF World Athletics Tour 2007 | Athletissima 2007 |
| 2008 | XXXIII   | IAAF World Athletics Tour 2008 | Athletissima 2008 |
| 2009 | XXXIV    | IAAF World Athletics Tour 2009 | Athletissima 2009 |
| 2010 | XXXV     | IAAF Diamond League 2010       | Athletissima 2010 |
| 2011 | XXXVI    | IAAF Diamond League 2011       | Athletissima 2011 |
| 2012 | XXXVII   | IAAF Diamond League 2012       | Athletissima 2012 |
| 2013 | XXXVIII  | IAAF Diamond League 2013       | Athletissima 2013 |
| 2014 | XXXIX    | IAAF Diamond League 2014       | Athletissima 2014 |
| 2015 | XL       | IAAF Diamond League 2015       | Athletissima 2015 |
| 2016 | XLI      | IAAF Diamond League 2016       | Athletissima 2016 |
| 2017 | XLII     | IAAF Diamond League 2017       | Athletissima 2017 |
| 2018 | XLIII    | IAAF Diamond League 2018       | Athletissima 2018 |
| 2019 | XLIV     | IAAF Diamond League 2019       | Athletissima 2019 |
| 2020 | XLV      | Diamond League 2020            | Athletissima 2020 |
| 2021 | XLVI     | Diamond League 2021            | Athletissima 2021 |
| 2022 | XLVII    | Diamond League 2022            | Athletissima 2022 |
| 2023 | XLVIII   | Diamond League 2023            | Athletissima 2023 |
| 2024 | XLIX     | Diamond League 2024            | Athletissima 2024 |

## Record del meeting

### Uomini
| Specialità             | Record             | Atleta                | Nazionalità      | Data              | Note  |
| ---------------------- | ------------------ | --------------------- | ---------------- | ----------------- | ----- |
| 60 m                   | 6"56 (0,0 m/s)     | Ben Johnson           | Canada           | 15 settembre 1987 |       |
| 100 m                  | 9"69 (−0,1 m/s)    | Yohan Blake           | Giamaica         | 23 agosto 2012    | [ 2 ] |
| 200 m                  | 19"50              | Noah Lyles            | Stati Uniti      | 5 luglio 2019     |       |
| 400 m                  | 43"66              | Michael Johnson       | Stati Uniti      | 3 luglio 1996     |       |
| 800 m                  | 1'42"61            | Wilson Kipketer       | Danimarca        | 2 luglio 1997     |       |
| 1000 m                 | 2'18"84            | Earl Jones            | Stati Uniti      | 2 settembre 1986  |       |
| 1500 m                 | 3'28"77            | Timothy Cheruiyot     | Kenya            | 5 luglio 2019     |       |
| Miglio                 | 3'49"12            | Noureddine Morceli    | Algeria          | 10 luglio 1991    |       |
| 2000 m                 | 4'52"44            | Jim Spivey            | Stati Uniti      | 15 settembre 1987 |       |
| 3000 m                 | 7'30"62            | Daniel Komen          | Kenya            | 2 luglio 1999     |       |
| 5000 m                 | 12'59"13           | Vincent Chepkok       | Kenya            | 30 giugno 2011    | [ 3 ] |
| 10000 m                | 27'15"00           | Haile Gebrselassie    | Etiopia          | 6 luglio 1994     |       |
| 110 m ostacoli         | 12"88 (+1,1 m/s)   | Liu Xiang             | Cina             | 11 luglio 2006    |       |
| 400 m ostacoli         | 47"14              | Edwin Moses           | Stati Uniti      | 14 luglio 1981    |       |
| 3000 m siepi           | 8'01"62            | Brimin Kiprop Kipruto | Kenya            | 8 luglio 2010     | [ 4 ] |
| Salto in alto          | 2,37 m             | Javier Sotomayor      | Cuba             | 6 luglio 1994     |       |
| Salto con l'asta       | 6,15m              | Armand Duplantis      | Svezia           | 21 agosto 2024    |       |
| Salto in lungo         | 8,56 m             | Iván Pedroso          | Cuba             | 5 luglio 1995     |       |
| Salto triplo           | 17,91 m (+1,4 m/s) | Teddy Tamgho          | Francia          | 30 giugno 2011    | [ 5 ] |
| Getto del peso         | 22,81 m            | Ryan Crouser          | Stati Uniti      | 26 agosto 2021    |       |
| Lancio del disco       | 70,53 m            | Virgilijus Alekna     | Lituania         | 5 luglio 2005     |       |
| Lancio del martello    | 84,48 m            | Igor Nikulin          | Unione Sovietica | 12 luglio 1990    |       |
| Lancio del giavellotto | 89,94 m            | Jan Železný           | Cecoslovacchia   | 4 luglio 2001     |       |

### Donne
| Specialità             | Record                                                    | Atleta                                                   | Nazionalità      | Data                        | Note  |
| ---------------------- | --------------------------------------------------------- | -------------------------------------------------------- | ---------------- | --------------------------- | ----- |
| 100 m                  | 10"60 (+1,7 m/s)                                          | Shelly-Ann Fraser-Pryce                                  | Giamaica         | 26 agosto 2021              |       |
| 200 m                  | 22"07                                                     | Merlene Ottey                                            | Giamaica         | 5 luglio 1995               |       |
| 400 m                  | 49"17                                                     | Salwa Eid Naser                                          | Bahrein          | 5 luglio 2019               |       |
| 800 m                  | 1'56"25                                                   | Maria Mutola                                             | Mozambico        | 2 luglio 2002               |       |
| 1500 m                 | 3'57"34                                                   | Shelby Houlihan                                          | Stati Uniti      | 5 luglio 2018               |       |
| Miglio                 | 4'21"30                                                   | Lyudmila Rogachova                                       | Russia           | 8 luglio 1992               |       |
| 3000 m                 | 8'34"58                                                   | Vivian Cheruiyot                                         | Kenya            | 8 luglio 2010               | [ 6 ] |
| 100 m ostacoli         | 12"40 (+1,2 m/s)                                          | Gail Devers                                              | Stati Uniti      | 2 luglio 2002               |       |
| 400 m ostacoli         | 53"05                                                     | Femke Bol                                                | Paesi Bassi      | 26 agosto 2021              |       |
| 3000 m siepi           | 9'19"87                                                   | Milcah Chemos Cheywa                                     | Kenya            | 30 giugno 2011              | [ 7 ] |
| Salto in alto          | 2,04 m                                                    | Kajsa Bergqvist                                          | Svezia           | 2 luglio 2002               |       |
| Salto con l'asta       | 4,93 m                                                    | Yelena Isinbayeva                                        | Russia           | 5 luglio 2005               |       |
| Salto in lungo         | 7,48 m (+0,4 m/s)                                         | Heike Drechsler                                          | Germania         | 8 luglio 1992               |       |
| Salto triplo           | 15,52 m (+0,6 m/s)                                        | Yulimar Rojas                                            | Venezuela        | 26 agosto 2021              |       |
| Getto del peso         | 20,95 m                                                   | Valerie Adams                                            | Nuova Zelanda    | 23 agosto 2012              | [ 8 ] |
| Lancio del disco       | 68,46 m                                                   | Ilke Wyludda                                             | Germania Est     | 12 luglio 1990              |       |
| Lancio del giavellotto | 69,58 m (vecchio giavellotto) 67,40 m (nuovo giavellotto) | Natalya Shikolenko Osleidys Menéndez                     | Bielorussia Cuba | 6 luglio 1994 2 luglio 2002 |       |
| Staffetta 4×100 m      | 42"29                                                     | Ajla Del Ponte Sarah Atcho Mujinga Kambundji Salomé Kora | Svizzera         | 5 luglio 2018               |       |